# Message/Personal
Singles de Aya Ueto
Hello
(2003) Kanshou/MERMAID
(2003)
Message/Personal (stylisé en MESSAGE/PERSONAL) est le 4e single de Aya Ueto sorti sous le label Pony Canyon le 14 mai 2003 au Japon. Il atteint la 10e place du classement de l'Oricon. Il se vend à 18 002 exemplaires la première semaine, et reste classé pendant 6 semaines, pour un total de 28 367 exemplaires vendus.
Message a été utilisé comme campagne publicitaire pour 8x4 de Nivea Kao; Personal a été utilisé comme thème de générique de fin de l'anime Konjiki no Gash Bell!!. Message et Personal se trouvent sur l'album MESSAGE et sur la compilation Best of Aya Ueto: Single Collection; Message se trouve également sur l'album remix UETOAYAMIX.

## Liste des titres
| 1. | Message                              | Yuho Iwasato | HΛL, Sin                      | 4:37 |
| 2. | Personal                             | T2ya         | T2ya                          | 4:53 |
| 3. | Breath of My Heart -Be Positive Mix- | Yōji Kubota  | Miki Watabe, CHOKKAKU, KJ+Nao | 4:21 |
| 4. | Message ~Instrumental~               | Yuho Iwasato | HΛL, Sin                      | 4:37 |
| 5. | Personal ~Instrumental~              | T2ya         | T2ya                          | 4:49 |

## Interprétations à la télévision
- Utaban (8 mai 2003)
- Hey! Hey! Hey! (12 mai 2003)
- Music Station (16 mai 2003)
- Pop Jam (17 mai 2003)